# Peter van Hemert
Peter van Hemert (29. maj 1734 i København – 20. maj 1810 sammesteds) var en dansk handelsmand.

## Karriere
Han var søn af Joost van Hemert i hans andet ægteskab, gik tidlig i kompagni med faderen, blev 1763 udnævnt til agent med justitsråds rang og tog 1765 borgerskab som grosserer i København. Medens faderen havde delt sine interesser mellem de mange da bestående monopoliserede handelsselskaber, var sønnen navnlig interesseret i det Asiatiske Kompagni, hvor han fx ejede over 50 aktier i den gunstige periode 1772-81, der bragte aktiernes værdi op fra 500 til 1900 rigsdaler stykket. Tillige deltog han, da handelen på Ostindien ved den nye oktroj for kompagniet af 1772 gaves fri, for egen regning og med egne skibe i de følgende års opblomstrende handel. 
Også på rangstigen steg von Hemert i disse år, i det han 1776 udnævntes til etatsråd, og hans formue ansloges 1782 til omkring 500.000 rigsdaler. Den krise, der indtrådte for Danmarks handel ved udsigten til den amerikanske krigs ophør, bragte imidlertid også hans handelshus til at vakle, skønt bankbestyrelsen endnu ved samme tid benævner det et "af Landets ældste og mest akkrediterede Handelshuse". Situationen klaredes dog dengang, da staten trådte hjælpende til og 1783 ydede først et lån på 100.000 rigsdaler mod sikkerhed i seks ostindiefarere og derefter et på 200.000 Rdl. mod sikkerhed i nogle vestindiske fordringer. Samme år havde von Hemert, der sad i direktionen for Asiatisk Kompagni, også her uheld med sig, i det der opdagedes en kassesvig på over ½ mio. rigsdaler, begået af den juridiske direktør i forbindelse med kassereren og bogholderen, hvilket foranledigede den øvrige direktion både pengetab og andre ubehageligheder.
Omend huset atter hævede sig, i alt fald i ydre anseelse, blandt landets første, havde det allerede fået et grundstød. Dets og van Hemerts private gæld til Banken og Kongens Kasse var i 1792 over 500.000 rigsdaler. Det kneb med at betale de stipulerede betydelige afdrag til staten, og aktiverne, Wodrofs Sejldugsfabrik, købt 1783 for 40.000 rigsdaler, og kobber- og messingværkerne ved Brede, Nymølle og Fuglevad, som faderen med flere af hovedstadens større handlende havde købt af Poul Badstübers fallitbo 1746 og sønnen betydelig udvidet, såvel som de endnu betydeligere vestindiske fordringer, var vanskelige at realisere. 
Den skæbne, der havde truet 1783, var nok forhalet, men ikke afvendt. 1805 måtte van Hemert gøre opbud, og hans bo blev taget under behandling af en kommission. Resultatet af denne behandling, der endnu 1822 ikke var sluttet, nåede van Hemert dog ikke at se, da han 20. maj 1810 døde i huset hos sin søn Jost Johan van Hemert, hvor han og hans hustru imidlertid havde fået deres underhold. Van Hemert ejede en stor bogsamling; på hans exlibris findes som devise: Sola virtus nobilitat.

## Ægteskaber
Ved sine ægteskaber var han trådt i forbindelse med to andre i handelsverdenen velansete tysk-reformerte familier, idet han 3. august 1763 i Reformert Kirke havde ægtet Charlotte Fabritius (2. december 1745 i København - 17. oktober 1766 sammesteds), datter af etatsråd Just Fabritius, og 11. september 1767 i Reformert Kirke Agathe Hooglant (5. januar 1746 i København - 11. november 1823 sammesteds), datter af admiral Simon Hooglant.
Han er begravet på Assistens Kirkegård.
Han er gengivet i en miniature af Cornelius Høyer ca. 1800-04 (Statens Museum for Kunst) og i en sølvbryllupsmedalje fra 1792.